# Cocktails
| Críticas profissionais | Críticas profissionais |
| Avaliações da crítica  | Avaliações da crítica  |
| Fonte                  | Avaliação              |
| ---------------------- | ---------------------- |
| Allmusic               | [ 1 ]                  |

Cocktails é o nono álbum de estúdio de Too Short. Foi certificado como platina e tem participações de 2Pac, Ant Banks and The Dangerous Crew. DJ Screw usou a batida de "Cocktales" no famoso freestyle de Lil Keke chamado "Pimp Tha Pen". Cocktails estreou em #6 no gráfico de posições da Billboard 200, vendendo 101,000 cópias na primeira semana. Foi também o primeiro álbum de Too Short a estrear na primeira posição do gráfico da Top R&B/Hip-Hop Albums, enquanto perdia o top 5 da Billboard 200 por uma posição.

## Track listing
1. "Ain't Nothing Like Pimpin'" (featuring The D.O.C.)
2. "Cocktales"
3. "Can I Get A Bitch" (featuring Ant Banks)
4. "Coming up Short"
5. "Thangs Change" (featuring Malik & Jamal from Illegal & Baby DC)
6. "Paystyle"
7. "Giving Up The Funk" (featuring Ant Banks, Goldy & Pee Wee)
8. "Top Down"
9. "We Do This" (featuring 2Pac, MC Breed & Father Dom)
10. "Game" (featuring Old School Freddy B)
11. "Sample The Funk"
12. "Don't Fuck For Free"

## Posições nos gráficos
| Gráfico                | Posição |
| ---------------------- | ------- |
| Billboard 200          | # 6     |
| Top R&B/Hip-Hop Albums | # 1     |

## Singles
Cocktails
| Gráfico                          | Posição |
| -------------------------------- | ------- |
| Hot R&B/Hip-Hop Singles & Tracks | # 43    |
| Hot Rap Singles                  | # 3     |
| Billboard Hot 100                | # 69    |

Paystyle
| Gráfico         | Posição |
| --------------- | ------- |
| Hot Rap Singles | # 29    |